# Cedaredge
Cedaredge é uma cidade  localizada no estado americano de Colorado, no Condado de Delta.

## Demografia
Segundo o censo americano de 2000, a sua população era de 1854 habitantes.
Em 2006, foi estimada uma população de 2215, um aumento de 361 (19.5%).

## Geografia
De acordo com o United States Census Bureau tem uma área de
5,3 km², dos quais 5,3 km² cobertos por terra e 0,0 km² cobertos por água. Cedaredge localiza-se a aproximadamente 1939 m acima do nível do mar.

## Localidades na vizinhança
O diagrama seguinte representa as localidades num raio de 40 km ao redor de Cedaredge.